# Karl Emil Schäfer
Karl Emil Schäfer (17 décembre 1891 - 5 juin 1917) était un as de l'aviation allemand de la Première Guerre mondiale mort au combat, il était titulaire de 30 victoires aériennes.

## Biographie

### Jeunesse et début de carrière
Schäfer naquit à Krefeld, il accomplit son service militaire au 10e régiment de chasseurs à cheval (de) de l'Armée prussienne. Il fut étudiant en ingénierie, il parlait couramment le français et l'anglais, il était un excellent dessinateur. Il étudiait à Paris lors du déclenchement de la Première Guerre mondiale et ne retourna qu'avec difficulté en Allemagne.
À son retour, il fut incorporé au 7e bataillon de chasseurs à pied (de)
Il reçut la Croix de fer de 2eclasse et fut promu vizefeldwebel (équivalent à un sergent avec peu d'expérience) en septembre 1914. Il fut bientôt grièvement blessé et hospitalisé pour une durée de six mois. Il retourna au front en mai 1915.

### Pilote
Il fut transféré à la luftstreitkräfte et après avoir obtenu son brevet de pilotage le 30 juillet 1916, il servit sur le front de l'Est au Kasta 8 du KG 2. Il partit pour le front de l'Ouest en janvier 1917 et fut affecté au Kasta 11 du KG 2 où il acquit sa première victoire. Avec ce seul succès, il eut l'audace de télégraphier à Manfred von Richthofen, lequel s'activait à la création d'un escadron d'élite avec le Jasta 11, le message suivant : « Pouvez-vous m'employer ? » et Richthofen répondit : « Vous êtes déjà requis. »
Schäfer fut affecté au Jasta 11 à partir du 21 février 1917. Lors des combats du fameux Bloody April (mars-avril 1917), il devint un as, enregistrant dans ce laps de temps 21 victoires. Il reçut l'ordre pour le Mérite et la croix de chevalier de l'ordre de Hohenzollern le 26 avril et fut placé à la tête du Jasta 28 (en) ce même jour. Il reçut plus tard la croix de fer de 1reclasse ainsi que l'ordre du Mérite militaire bavarois de 4e classe avec glaives.
Lorsqu'il était membre du Jasta 11, Karlchen était  connu comme le farceur de l'escadron, l'Albatros D.III qu'il pilotait était peint en rouge avec des marques noires aux empennages et aux volets. Malgré ses activités de pilote il trouva le temps d'écrire son autobiographie Vom Jaeger zum Flieger (De soldat à pilote).

### Commandement et mort au combat
Schäfer obtint le commandement du Jasta 28 le 26 avril 1917, il enregistra encore des victoires arrivant au nombre de 30 avant d'être tué au combat le 5 juin 1917 à 16h05 près de Zandvoort par les lieutenants Harold Satchell et Thomas Lewis du No. 20 Squadron aux commandes de leur F.E.2d. Le tir de ces derniers ne toucha pas Schäfer mais endommagea son avion lequel se brisa dans la chute. Ils rapportèrent que l'avion tomba en flamme mais Max Ritter von Müller (en), un autre as allemand, le vit se briser mais pas s'enflammer.
Des photographies de l'épave ne montrent aucune trace d'un feu et les ailes étaient toujours attachées à l'avion. Quoi qu'il en soit les camarades de Schäfer retrouvèrent. son corps un peu plus tard et le ramenèrent à Lille, une autopsie fut pratiquée et il ne fut constaté aucune blessure par balle, en revanche le corps présentait de très nombreuses fractures. Sa dépouille fut ramenée à Krefeld où il fut inhumé dans le cimetière principal, sa tombe est encore visible aujourd'hui.

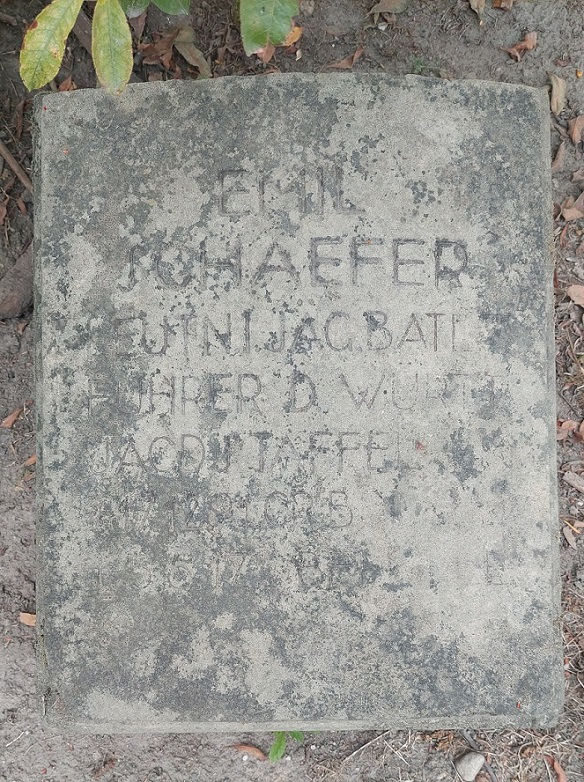
Grabstein Emil Schaefer Krefeld

Le jour du 20e anniversaire de sa mort, une plaque commémorative fut placée à la façade de sa maison natale au 231 rue Uerdinger à Krefeld. La demeure ainsi que la plaque commémorative existent encore aujourd'hui. La ville de Krefeld a appelé une rue Emil-Schäfer-Straße dans la proximité directe de l'ancien aérodrome de la ville, dans le quartier de Bockum, en hommage à ce dernier.

## Victoires
| N°  | Date                  | Unité    | Avion          | Adversaire                  | Lieu                         |
| --- | --------------------- | -------- | -------------- | --------------------------- | ---------------------------- |
| 1   | 22 janvier 1917       | Kasta 11 | Albatros D.II  | Caudron                     | Ouest de Pont-à-Mousson      |
| 2   | 4 mars 1917 à 11h50   | Jasta 11 | Albatros D.III | Sopwith 1½ Strutter (A1109) | Sud-Ouest d'Haisnes          |
| n/h | 4 mars 1917           | Jasta 11 | Albatros D.III | D.H.2 ou F.E.8              | Près de Lens                 |
| n/h | 4 mars 1917           | Jasta 11 | Albatros D.III | D.H.2 ou F.E.8              | Près de Béthune              |
| 3   | 6 mars 1917 à 11h45   | Jasta 11 | Albatros D.III | Sopwith 1½ Strutter (A978)  | Lens                         |
| 4   | 6 mars 1917 à 11h55   | Jasta 11 | Albatros D.III | Sopwith 1½ Strutter         | Lens                         |
| 5   | 9 mars 1917 à 11h20   | Jasta 11 | Albatros D.III | F.E.8 (6397)                | Faschoda                     |
| 6   | 9 mars 1917 à 11h22   | Jasta 11 | Albatros D.III | F.E.8 (4874)                | Pont-à-Vendin                |
| 7   | 11 mars 1917 à 11h20  | Jasta 11 | Albatros D.III | B.E.2c (6232)               | Loosbogen                    |
| 8   | 24 mars 1917 à 09h    | Jasta 11 | Albatros D.III | Sopwith 1½                  | Strutter Anzin, près d'Arras |
| 9   | 3 avril 1917 à 16h20  | Jasta 11 | Albatros D. 3  | F.E.2d (6371)               | Sud de Lens                  |
| 10  | 6 avril 1917 à 10h20  | Jasta 11 | Albatros D.III | B.E.2                       | Givenchy-en-Gohelle          |
| 11  | 6 avril 1917 à 10h37  | Jasta 11 | Albatros D.III | B.E.2                       | Ouest de Vimy                |
| 12  | 7 avril 1917 à 17h45  | Jasta 11 | Albatros D.III | Nieuport 23                 | Mecatal                      |
| 13  | 8 avril 1917 à 14h40  | Jasta 11 | Albatros D.III | D.H.4                       | Épinoy                       |
| 14  | 9 avril 1917 à 19h    | Jasta 11 | Albatros D.III | B.E.2d (5742)               | Aise Roulette                |
| 15  | 11 avril 1917 à 09h10 | Jasta 11 | Albatros D.III | Bristol F.2a (A3318)        | Fampaux                      |
| 16  | 11 avril 1917 à 12h50 | Jasta 11 | Albatros D.III | B.E.2e                      | Arras                        |
| 17  | 13 avril 1917 à 18h30 | Jasta 11 | Albatros D.III | F.E.2b (A6372)              | Le Point du Jour             |
| 18  | 14 avril 1917 à 17h05 | Jasta 11 | Albatros D.III | F.E.2b (4877)               | Liévin-Éleu                  |
| 19  | 14 avril 1917 à 17h20 | Jasta 11 | Albatros D.III | B.E ou Bristol F.2a         | La Coulette                  |
| 20  | 21 avril 1917 à 17h45 | Jasta 11 | Albatros D.III | Nieuport Scout (A6797)      | Est de Fresnes               |
| 21  | 22 avril 1917 à 20h20 | Jasta 11 | Albatros D.III | F.E.2b                      | Nord-Ouest de Moncy-Tilloy   |
| 22  | 25 avril 1917 à 10h40 | Jasta 11 | Albatros D.III | F.E.2b (A837)               | Bailleul                     |
| 23  | 25 avril 1917 à 20h30 | Jasta 11 | Albatros D.III | Bristol F.2a (A3352)        | gare de Rœux                 |
| 24  | 1er mai 1917 à 12h40  | Jasta 28 | Albatros D.III | Farman                      | Dixmude                      |
| 25  | 1er mai 1917 à 13h    | Jasta 28 | Albatros D.III | Nieuport Scout              | Est de Poperinghe            |
| 26  | 9 mai 1917 à 19h      | Jasta 28 | Albatros D.III | Sopwith 1½ Strutter         | Warneton                     |
| 27  | 18 mai 1917 à 11h10   | Jasta 28 | Albatros D.III | F.E.2d                      | Hollebeke                    |
| 28  | 23 mai 1917 à 16h15   | Jasta 28 | Albatros D.III | F.E.2d                      | Warenton                     |
| 29  | 23 mai 1917 à 18h45   | Jasta 28 | Albatros D.III | Sopwith Pup                 | Wytschaetebogen              |
| 30  | 4 juin 1917 à 14h10   | Jasta 28 | Albatros D.III | D.H.4 (A7420)               | Moorslede                    |

## Décorations
- Croix de fer de 2eclasse en septembre 1914.
- Croix de fer de 1reclasse en 1917.
- Croix de chevalier de l'ordre de Hohenzollern avec glaives le 26 avril 1917.
- Ordre pour le Mérite le 26 avril 1917.
- Ordre du Mérite militaire bavarois de 4e classe avec glaives en 1917.
- Insigne des blessés.

## Sources